# Diacyclops antrincola
Diacyclops antrincola – gatunek widłonoga z rodziny Cyclopidae, nazwa naukowa gatunku została po raz pierwszy opublikowana w 1967 roku przez niemieckiego zoologa Friedricha Kiefera. 